# Diaphorus hilaris
Diaphorus hilaris är en tvåvingeart som beskrevs av Henk J.G. Meuffels och Patrick Grootaert 1985. Diaphorus hilaris ingår i släktet Diaphorus och familjen styltflugor. Inga underarter finns listade i Catalogue of Life.